# Оттон II Рыжий
Отто́н II Рыжий (нем. Otto II der Rote; 955 — 7 декабря 983, Рим, Италия) — король Германии и император Священной Римской империи с 973 года, король Италии с 973 года, сын императора Оттона I и Адельгейды Бургундской.

## Биография

### Начало правления
Оттону II было всего 18 лет, когда он вступил в управление великим государством, императором которого числился с 13-летнего возраста. Летописцы того времени изображают его малорослым, но подвижным и мужественным. К тому же кратковременное (973—983) правление дало ему возможность выказать это мужество. После смерти Бурхарда, герцога Швабского, он передал его герцогство сыну Людольфа Оттону, выросшему вместе с ним. С другой стороны, Восточную марку (Ostmark) он поручил в управление Леопольду Бабенбергу. Это предпочтение, оказанное Бабенбергскому дому и Оттону, возбудило зависть герцога Генриха II Баварского, восставшего против императора Оттона II в союзе с князьями Чехии и Польши. Герцог Баварский был усмирен и после вторичного восстания в 976 году лишен своего герцогства, переданного Оттону Швабскому. В то же время Каринтия была отделена от могущественного герцогства Баварского и в соединении с Веронской маркой образовала особое герцогство, переданное во владение Генриху Младшему, сыну бывшего герцога Баварского Бертольда.

### Восстание трёх Генрихов
В 974 году юный император совершил поход против Дании. Кровавая битва произошла при укреплении Даневирке. Оно было взято, и король Харальд I Синезубый покорился; вскоре после этого смирился и чешский князь Болеслав II Благочестивый.
Однако в 977 году вновь вспыхнуло восстание в Баварии, где знамя бунта подняли три Генриха: изгнанный Генрих, Генрих, герцог Каринтийский, и один из их родственников, епископ Генрих I Аугсбургский. Восстание было подавлено: оба герцога в 978 году съездом князей были осуждены на низложение и изгнание, а епископу Генриху, после кратковременного заключения, было разрешено вернуться в его епархию.

### Борьба с Лотарем Французским
Осенью того же года неожиданное нападение с Запада побудило юного короля совершить смелый поход. Король Западно-Франкского государства Лотарь, брат которого Карл незадолго перед этим принял ленное владение в Нижней Лотарингии из рук императора Оттона I, в мирное время без объявления войны внезапно вторгся с сильным войском в Лотарингию. Он ударил прямо на Ахен, где в то время находился император, с явным намерением захватить его в плен. Оттон II с молодой супругой едва успели ускользнуть в Кёльн. Лотарь удовольствовался тем, что повернул изображение орла на императорском дворце с востока на запад и вновь удалился в свои владения. Королевские вассалы на этот раз собрались необычайно быстро, «и все единодушно, как один человек, были возмущены нанесенным императору оскорблением». Оттон во главе войска, «какого ни до того, ни после того не видели» (предположительно около 60 тысяч человек), вступил в пределы Западно-Франкского государства. Он дошел до Парижа и мог его окинуть взглядом с «горы Мучеников» — Монмартра. Тут он собрал духовенство со всего войска и приказал петь «Тебя, Боже, хвалим», и тоже вернулся в свои пределы. В 980 году при личном свидании Лотарь отказался от своих притязаний. Незадолго перед этим польский князь Мешко I изъявил Оттону полную покорность, и, таким образом, тому удалось прочно утвердить своё владычество в пределах государства, завещанного ему отцом.

### Итальянский поход
Когда ему это удалось, оказалось необходимым совершить поход в Италию: этот поход был для него обязанностью, почти долгом. К этому его вынуждал титул римского императора, настолько же многозначащий и громкий, как и титул папы. Восстановление этого значительного политического понятия, естественно, привело к тому, что все недовольные германской властью в Италии обратили взоры в сторону Константинополя, где многие, и не только в придворных кругах, смотрели на власть германского императора в Италии как на узурпацию. Там же в 976 году умер Иоанн I Цимисхий, сумевший быстро поднять значение Восточной Римской империи и своим необычайно счастливым походом на восток вновь заставивший уважать могущество Византии. Сам халиф Багдадский трепетал перед победоносным войском «ромеев», уже занявших Месопотамию. И вдруг государство оказалось во власти двоих братьев — Василия II и Константина VIII, не обладавших ни воинской, ни какой-либо иной энергией. Разумеется, и по отношению к итальянским владениям Византии в Апулии и Калабрии они находились в полной нерешительности: и уступить не хотели, и защитить их надлежащим образом не могли. Эти местности, а вместе с ними и вся Южная и Средняя Италия, были совершенно беззащитны от нападений страшнейшего из всех врагов — арабов, которые в 976 году под начальством сицилийского эмира из династии Кальбитов Абу-ль’Касима, огнём и мечом опустошили Апулию и Калабрию и угрожали лангобардским княжествам Беневентскому и Сполетскому, составлявшим как бы преддверие Рима. Таким образом, в Италии ислам опять начал переходить в наступление.
Осенью 980 года Оттон II с супругой и малолетним сыном отправился в Италию. Этот шаг примирил сына с матерью Адельхейдой, отношения с которой несколько расстроились, и вернул матери её прежнее значение. По прибытии в Рим он восстановил на папском престоле папу, недавно изгнанного из Рима возмутившейся против него знатью. Приведённое императором из Германии не особенно сильное войско пополнилось итальянцами и призванными на службу ратниками из Лотарингии, Франконского герцогства, Южной Германии. В сентябре 981 года император выступил в поход, но только в следующем году дело дошло до решительного сражения. В конце мая 982 г. его войско выступило по старой римской военной дороге. У стен Тарента армия стояла два месяца и войну пришлось вести в период летней жары, противник же получил дополнительное время. Весть о движении Оттона II достигла Абу-ль’Касима, который объявил священную войну. Он переправился через пролив и двинулся через горы к восточному побережью Калабрии, и потом вдоль побережья на северо-восток. Тем временем император продвигался от Тарента, и по мере его приближения сарацинские гарнизоны обращались в бегство. Оттон подошел к одной из крепостей, в которой укрылись бежавшие сарацины (предположительно, это Россано). Абу-ль’Касим выдвинулся на выручку к своим, однако, узнав, что противник овладел крепостью, повернул назад. Оттон II повёл войско в погоню. 
Эмир с частью своих отрядов занял позицию на равнине у мыса Колонна в 11 километрах южнее Кротоне, оставшаяся часть укрылась в близлежащих горных ущельях. Битва состоялась между 13 и 16 июля 982 года. Первая атака немецкой конницы оказалась сокрушительной. Рыцарям удалось прорваться к Абу-ль’Касиму, который пал, сражённый ударом меча. Однако ход битвы был переломлен, поскольку находившаяся в засаде конница сарацин нанесла неожиданный удар по воинам императора, измученным не столько битвой, сколько зноем. Спустя короткое время сарацины одержали победу. Мало кому удалось бежать — большинство были убиты или попали в плен. Оттону чудом удалось избегнуть гибели и плена.

### Съезд в Вероне
Поражение, понесенное Оттоном, везде вызвало сильное возбуждение. Не усмиренные ещё соседние народы на северной и восточной окраинах государства заволновались. В Германии, и особенно в Саксонии, все население и могущественные вассалы отнеслись к этому поражению от неверных с негодованием и понятным желанием отомстить. Оттон II, выказавший себя среди этих опасностей достойным своего отца, созвал общий съезд в Вероне в июне 983 года, оказавшийся весьма многочисленным. На съезде присутствовали члены его семьи: мать Адельгейда и супруга, его сестра Матильда, аббатиса Кведлинбургская, а также множество германских и итальянских князей. Было предпринято большое вооружение, и Оттон задался широким замыслом. В возмездие за понесенное поражение он решил окончательно освободить Италию от арабов и отнять у них Сицилию. После смерти Оттона, герцога Баварского, герцогство вновь было передано в ленное владение Генриху Младшему, сыну Бертольда. Этим мир с Баварским домом был восстановлен. На этом же съезде маленький Оттон единогласно был избран королём Восточно-Франкского и Италийского государства, впервые ставшего единым.

### Смерть Оттона II

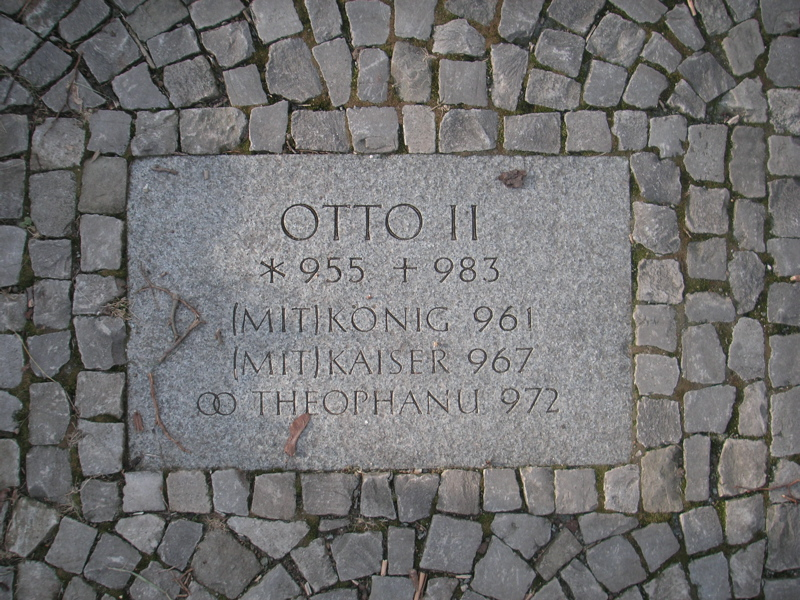
Надгробная плита Оттона II Рыжего.

Вооружения велись очень ревностно, и император отправился в Рим. Здесь во время его пребывания в октябре 983 года умер папа Бенедикт VII, и Оттон, присутствуя при выборах нового папы, способствовал избранию преданного ему человека, Иоанна XIV. Известия, доходившие с далекого севера и северо-востока, были неутешительны: в Дании и в земле вендов и христианство, и немецкое влияние были сильно поколеблены какими-то новыми движениями в язычестве. В Дании сын принявшего христианство короля Харальда Свен восстал против отца. От него удалось отстоять только Шлезвигскую марку. Славянские племена огненным потоком протекли по всем городам, служившим резиденциями христианской миссии: Хафельсбергу, Бранденбургу, Гамбургу. Церкви и монастыри были разрушены, мощи святых осквернены, духовенство перебито или уведено в плен, и повсеместно восстановлено «бесовское служение» (983 год) (см. Славянское восстание 983 года). От вторжения и неистовства язычников быстро собранными войсками удалось защитить только побережья Эльбы. В довершение бедствия император при получении этих известий тяжело заболел в Риме, и 7 декабря 983 года умер на 28-м году, оставив все своё царство в наследство трёхлетнему сыну.

### Семья
- Жена: (с 14 апреля 972 года, Рим, Собор Святого Петра) Феофано (960—991), родственница Иоанна I Цимисхия, императора Византии. Дети:
  - Адельгейда (977 — 14 января 1044), аббатиса в Кведлинбурге с 999 года
  - София (978 — 30 января 1039), аббатиса в Гандерсхайме с 1002 года и Эссене с 1011 года
  - Матильда (979 — 4 ноября 1025), муж: Эццо (955 — 21 мая 1034), пфальцграф Лотарингии
  - Оттон III (980—1002), император Священной Римской империи с 983 года
  - дочь (980 — 8 октября 980), сестра-близнец Оттона III, умершая в младенчестве.